# Dioksippos
Dioksippos (gr. Διώξιππος) – starożytny grecki atleta, olimpijczyk.
Pochodził z Aten. Uważany za najsilniejszego człowieka swoich czasów, zdobył wieniec w pankrationie na igrzyskach olimpijskich w 336 p.n.e. Zwycięstwo odniósł walkowerem – żaden inny atleta nie przystąpił do walki z nim.
Towarzyszył Aleksandrowi Wielkiemu w jego wyprawie na wschód. W 325 p.n.e., podczas jednej z pijatyk obozowych, został wyzwany na pojedynek przez Macedończyka imieniem Korragos. Następnego dnia uzbrojony w tarczę, miecz, sarisę i oszczep Korragos starł się z Dioksipposem, który upozowany na Heraklesa miał przy sobie jedynie maczugę. Pankratiasta uniknął ciśniętego weń oszczepu, po czym bez trudu pozbawił swojego przeciwnika broni, powalił go na ziemię i postawił stopę na jego gardle. Aleksander Wielki, oburzony z powodu takiego pohańbienia jego rodaka, zemścił się na atlecie kilka dni później, oskarżając go o kradzież złotej czary z królewskiej zastawy. Upokorzony Dioksippos popełnił samobójstwo.